# 亚历山德拉·佩里利
亚历山德拉·佩里利（義大利語：Alessandra Perilli，1988年4月1日—）是一名圣马力诺女子射擊運動員。她的家乡位於博爾戈馬焦雷。在2012年夏季奧林匹克運動會射擊女子不定向飛靶比賽中，她与一名法国選手和一名斯洛伐克選手并列第二名，最终获得第四名。她在2020年夏季奥林匹克运动会女子不定向飛靶比賽中赢得了銅牌，該獎牌也是圣马力诺有史以来第一枚奥运奖牌。